# Oliver Ricken
Oliver Ricken (* 11. Juni 1966 in Waltrop) ist ein deutscher Rechtswissenschaftler.

## Leben
Er studierte von 1985 bis 1991 Rechtswissenschaften an der Universität Münster (1991 erste juristische Staatsprüfung). Von 1991 bis 1993 war er wissenschaftliche Hilfskraft am Institut für Arbeits-, Sozial- und Wirtschaftsrecht, Abt. III, in Münster. Von 1992 bis 1994 war er Rechtsreferendar im Bezirk des Oberlandesgerichts Hamm. Nach der Promotion 1994 zum Dr. jur. an der Westfälischen Wilhelms-Universität Münster und der zweiten juristischen Staatsprüfung 1994 war er von 1995 bis 2005  Rechtsanwalt. Von 1997 bis 2005 war er wissenschaftlicher Angestellter und wissenschaftlicher Assistent am Institut für Arbeitsrecht und Recht der Sozialen Sicherheit der Universität Bonn. Nach der Habilitation 2004 in Bonn – venia legendi für „Bürgerliches Recht, Arbeitsrecht und Sozialrecht“ vertrat er 2005 den Lehrstuhl an der Ruhr-Universität Bochum im Fach „Bürgerliches Recht“. Von 2006 bis 2010 war er Universitätsprofessor in Bochum. Seit 2010 ist er Universitätsprofessor an der Universität Bielefeld, Lehrstuhl für Bürgerliches Recht, Arbeitsrecht und Sozialrecht.

## Schriften (Auswahl)
- Rechtliche Probleme bei der Standortplanung von medizinisch-technischen Geräten. Eine Untersuchung unter Berücksichtigung der Vorschriften des Gesundheits-Reformgesetzes und des Gesundheitsstrukturgesetzes. Pfaffenweiler 1994, ISBN 3-89085-979-8.
- Autonomie und tarifliche Rechtsetzung. Die Tarifzuständigkeit als Wirksamkeitserfordernis des Tarifvertrages. München 2006, ISBN 3-406-53947-5.